# Шардара
Шардара (каз. Шардара) — город в Казахстане, административный центр Шардаринского района Туркестанской области.
Расположен на берегу Шардаринского водохранилища.
Производство стройматериалов. Пищевые предприятия. Шардаринская ГЭС.

## Население
На начало 2019 года население города составило 28 443 человека (14 773 мужчины и 13 670 женщин).
На 1 октября 2023 года население города составило 32 166 человека (16 701 мужчины и 15 465 женщин).